# Югский Шелюг
Югский Шелюг — река в России, протекает в Подосиновском и Лузском районах Кировской области. Правая составляющая реки Шелюг. Длина реки составляет 35 км.
Река вытекает из северной части болота Рядовое в 5 км к северо-западу от посёлка Верхнемалье. Верхнее течение лежит в Подосиновском районе, затем река некоторое время образует границу Подосиновского и Лузского районов, затем перетекает в Лузский. Река течёт в верхнем течении на юго-восток, в нижнем на восток. Всё течение проходит по ненаселённому лесному массиву среди холмов Северных Увалов. Притоки — Долгая (левый), Хныга (правый). В урочище 2-е Сухановское сливается с рекой Большой Шелюг, образуя реку Шелюг. Ширина реки не превышает 10 метров.

## Данные водного реестра
По данным государственного водного реестра России и геоинформационной системы водохозяйственного районирования территории РФ, подготовленной Федеральным агентством водных ресурсов:
- Бассейновый округ — Двинско-Печорский
- Речной бассейн — Северная Двина
- Речной подбассейн — Малая Северная Двина
- Водохозяйственный участок — Юг
- Код водного объекта — 03020100212103000012853